# Xanthorhoe nebulosa
Xanthorhoe nebulosa là một loài bướm đêm trong họ Geometridae.